# Maia Brewton
Maia Luisa Brewton (* 30. September 1977 in Los Angeles, Kalifornien) ist eine US-amerikanische Schauspielerin.

## Leben
Brewton begann schon im Kindesalter mit der Schauspielerei, bereits 1984 hatte sie erste Seriengastrollen. Im darauf folgenden Jahr spielte sie eine Nebenrolle im Blockbuster Zurück in die Zukunft. Zudem hatte sie eine der Hauptrollen in der Serie Lime Street an der Seite von Robert Wagner, welche jedoch bereits nach sieben Folgen eingestellt wurde. In der Filmkomödie Die Nacht der Abenteuer von Chris Columbus spielte sie 1987 eine der Hauptrollen, hierfür wurde sie mit dem Young Artist Award ausgezeichnet. Zwischen 1990 und 1993 spielte sie in 67 Episoden die Schwester von Parker Lewis in der gleichnamigen Fernsehserie. Hierfür wurde sie in drei aufeinander folgenden Jahren für den Young Artist Award nominiert. Nach dem Ende der Serie zog sie sich aus dem Showgeschäft zurück und nahm ein Studium an der Yale University in New Haven auf, welches sie 1998 abschloss.
2008 heiratete sie die Fernsehproduzentin Lara Spotts.

## Filmografie (Auswahl)
- 1984: Das fliegende Auge (Blue Thunder, Fernsehserie, eine Folge)
- 1985: Zurück in die Zukunft (Back to the Future)
- 1985: Trapper John, M.D. (Fernsehserie, eine Folge)
- 1987: Die Nacht der Abenteuer (Adventures in Babysitting)
- 1987: Ein Engel auf Erden (Highway to Heaven, Fernsehserie, eine Folge)
- 1989: 21 Jump Street – Tatort Klassenzimmer (21 Jump Street, Fernsehserie, eine Folge)
- 1990–1991: Wunderbare Jahre (The Wonder Years, Fernsehserie, 2 Folgen)
- 1990–1993: Parker Lewis – Der Coole von der Schule (Parker Lewis, Fernsehserie)
- 2015: Odd Mom Out (Fernsehserie, eine Folge)

## Auszeichnungen
- 1986: Young-Artist-Award-Nominierung für Lime Street
- 1988: Young Artist Award für Die Nacht der Abenteuer
- 1991: Young-Artist-Award-Nominierung für Parker Lewis – Der Coole von der Schule
- 1992: Young-Artist-Award-Nominierung für Parker Lewis – Der Coole von der Schule
- 1993: Young-Artist-Award-Nominierung für Parker Lewis – Der Coole von der Schule